# Давід Кубацький
Давід Гжегож Кубацький (пол. Dawid Grzegorz Kubacki; Новий Торг) — польський стрибун з трампліна, олімпійський медаліст, дворазовий чемпіон світу, призер чемпіонатів світу, призер чемпіонату світу з польотів на лижах. 
Бронзову олімпійську медаль  Кубацький виборов на Пхьончханській олімпіаді 2018 року разом із товаришами зі збірної в командних змаганнях на великому трампліні.

## Олімпійські ігри
| Рік  | Місто                     | НТ | ВТ | КВТ | ЗК  |
| ---- | ------------------------- | -- | -- | --- | --- |
| 2014 | Сочі, Росія               | 32 | —  | —   | Н/Д |
| 2018 | Пхьончхан, Південна Корея | 35 | 10 | 3   | Н/Д |
| 2022 | Пекін, Китай              | 3  | 26 | 6   | 6   |

## Зовнішні посилання
- Досьє на сайті FIS [Архівовано 8 листопада 2017 у Wayback Machine.]

## Виноски
1. ↑  Men's large hill team results (PDF). Архів оригіналу (PDF) за 20 лютого 2018. Процитовано 23 квітня 2018.